# Alberto Nirenstein
Alberto Nirenstein (Baranów, 1916 – Fiesole, 2 settembre 2007) è stato un giornalista e scrittore apolide.

## Biografia
Albert Nirenstajn nacque a Baranów in Polonia da una famiglia ebraica; rimasto orfano di madre, si trasferì in Palestina nel 1936, al tempo protettorato inglese, completando gli studi all'Università di Gerusalemme. Durante la Seconda Guerra Mondiale si arruolò nelle Brigate Ebraiche della VIII armata britannica in qualità di ufficiale. Fu prima impiegato in Africa e dal 1943 sul fronte italiano dove, risalendo la penisola conobbe Wanda Lattes. Albert Nirenstajn, che venne italianizzato in Alberto Nirenstein, sposò Wanda Lattes nel 1945; la coppia ebbe tre figlie, Fiamma, Susanna e Simona.

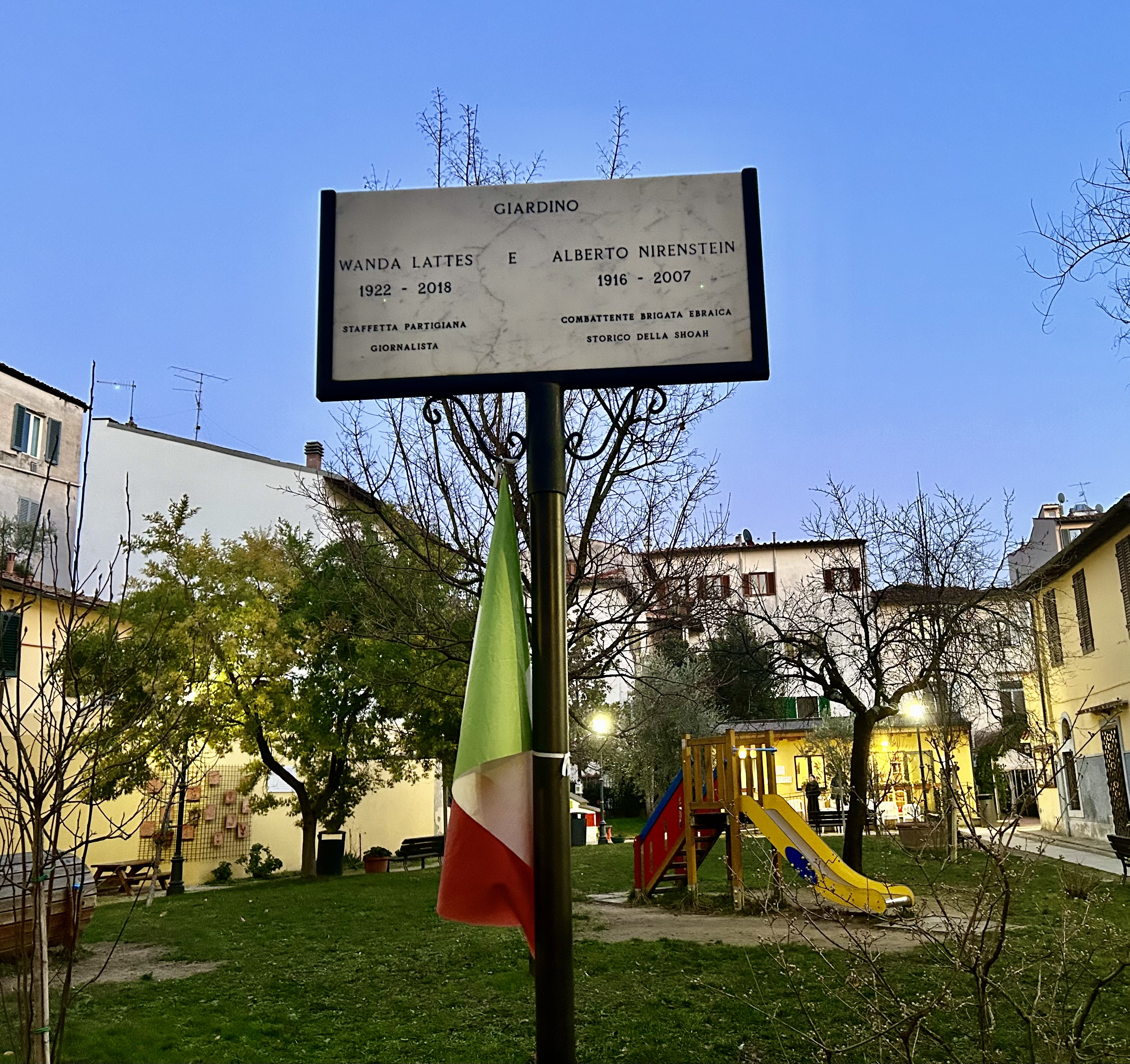
Giardino Borgo Allegri

Nel dopoguerra le sue attività di giornalista, scrittore e ricercatore si unirono all'esigenza di testimoniare l'Olocausto del popolo ebraico. Anche i suoi familiari furono assassinati nel Campo di sterminio di Sobibór. Nel 1950 ritornò in Polonia alla ricerca di testimonianze e ritrovò tra i fondi dell'Istituto Storico Ebraico alcuni diari di storici che scandivano le varie fasi della resistenza del ghetto di Varsavia. Terminate le ricerche tuttavia fu trattenuto in Polonia fino alla morte di Josef Stalin, avvenuta nel 1953.
Nel 1958 pubblicò il libro Ricorda cosa ti ha fatto Amalek con Einaudi.
Fu inoltre collaboratore del giornale israeliano Hamishmar.
Scomparve nel 2007, all'età di 91 anni, nella sua casa fiorentina di Fiesole.

## Omaggi
- Il 20 settembre 2021, a lui e alla moglie, è stato intitolato il giardino di Borgo Allegri[3].

## Pubblicazioni
- Ricorda cosa ti ha fatto Amalek, edizione Einaudi, 1958.
- È successo solo 50 anni fa: Lo sterminio di sei milioni di Ebrei, La Nuova Italia Edizioni, 1993.
- Come le cinque dita di una mano. Storie di una famiglia di ebrei da Firenze a Gerusalemme di Alberto, Fiamma, Simona, Susanna e Wanda Nirenstein, Edizioni Rizzoli, 1998.